# Mary Walther
Mary Walther (Catamarca, 27 de enero de 1907 - 17 de agosto de 1994), fue una pintora paisajista argentina.
Destacada figura de la cultura de su provincia, funda en 1942 un centro de promoción y formación de artistas, que llevará por nombre "El Coyuyo".
En su paso por la función pública, se desempeñó como Directora de Cultura de su provincia entre los años 1958 y 1952, período durante el cual organizó la Escuela de Artes Plásticas, la Escuela Fábrica de Alfarería y Cerámica, el Coro Polifónico de la Provincia, la Orquesta y la Escuela de Danzas clásicas. 
Asimismo, en 1960, como una muestra más de su carácter polifacético, contribuyó a la difusión del conocimiento de las culturas precolombinas de la región, a través de un trabajo de recopilación de imágenes de pequeños objetos escultóricos en piedra y bronce procedentes de la cultura Diaguita, que pobló la región de Catamarca antes de la llegada de los españoles, imágenes únicas en su género, con las cuales se confeccionó un libro que hoy integra el acervo cultural de Argentina. A instancia suya, fue contratada para este trascendental trabajo de fotografía, la célebre fotógrafa alemana Grete Stern.
Por su relevancia como artista, fue designada Académica Delegada de la Provincia de Catamarca en la Academia Nacional de Bellas Artes.
Como la caracterizó Alonso Barros Peña, reconocido artista local, evocando la vida de la artista en uno de los últimos homenajes que le tributara su provincia: "Mary Walther es comparable a Victoria Ocampo... porque ambas ejercieron, desde sus ámbitos particulares y los que el destino les reservó a cada una, una labor de vanguardia que favoreció enormemente el prestigio del país o de la provincia... ella es una Victoria catamarqueña, Victoria sobre la mediocridad, sobre la pequeñez y el, mercantilismo...".